# Skuggornas armé
Skuggornas armé (franska: L'Armée  des ombres) är en fransk-italiensk dramafilm från 1969 i regi av Jean-Pierre Melville.
Filmen bygger på Joseph Kessels roman Maquis: sanningen om Frankrikes hemliga armé.

## Rollista i urval
- Lino Ventura - Philippe Gerbier
- Paul Meurisse - Luc Jardie
- Simone Signoret - Mathilde
- Jean-Pierre Cassel - Jean-François Jardie
- Paul Crauchet - Felix Lepercq
- Christian Barbier - "Le Bison"
- Claude Mann - "Le Masque"
- Serge Reggiani - frisören